# Resposta humoral
Resposta Humoral é uma resposta mediada por anticorpos, que são proteínas Imunoglobulinas (Ig), formadas por Plasmócitos. Os Plasmócitos são linfócitos B específicos que encontram um determinado epítopo, que se origina e se diferencia de um linfócito, ativado primariamente por um antígeno.